# SINAC
SINAC (Sistema Nacional de Areas de Conservacion) eller Nationella systemet av naturskyddsregion är Costa Ricas nationalparksförvaltning som är sorterat under landets Miljö- och energidepartement MINAE. Förvaltningen grundades 1994 genom en sammanslagning av tre olika organisationer med ansvar för Nationalparkerna, Djurlivet respektive Skogsbruket.
SINAC övervakar över 160 skyddade områden. Av dessa är 26 nationalparker. Andra områden är viltreservat, biologiska reservat, naturmonument, skogsreservat, våtmarker och skyddade zoner.
Hela landets yta på 50 977 km² är satt under 11 stora "Naturskyddsregioner" som skapades 1998, vilka SINAC ansvarar för. Över 25% av landets yte (totalt 13 037 km²) ingår i nationalparkerna och andra reservat.
Costa Ricas framåtskridande politik inom miljövård och hållbar ekoturism inom nationalparkssystemet har lovordats som en modell för andra länder. Regnskogar, tropiska skogar, marina området och våtmarker i landet är föremål för många universitets och av vetenskapliga organisationers studier. Omvärldens allt större kunskap om dessas viktiga habitat är ett ovärderligt bidrag från naturvårdsarbetet bland de olika berörda organisationerna.

## Naturskyddsregioner

Karta över landets naturvårdsområden

- Guanacaste naturvårdsområde (ACG)
med nationalparkerna Santa Rosa, Rincón de la Vieja och Guanacaste
- Tempisque naturvårdsområde (ACT)
med nationalparkerna Barra Honda, Las Baulas och Palo Verde
- Arenal-Tempisque naturvårdsområde (ACA-T)
med nationalparkerna Arenal
Volcánica och Tenorio Volcánica
- Arenal-Huetar Norte naturskyddsområde (ACA-HN]
med Juan Castro Blanco nationalpark
- Pacífico Central naturvårdsområde (ACOPAC)
med nationalparkerna Manuel Antonio, Carara och La Cangreja
- Cordillera Volcánica Central naturvårdsområde (ACCVC)
med nationalparkerna Braulio Carrillo, Irazú Volcánica, Poás Volcánica och Turrialba Volcano samt nationalmonumentet Guayabo de Turrialba
- Tortuguero naturskyddsområde (ACTO)
med Tortuguero nationalpark
- Osa naturvårdsområde (ACOSA)
med nationalparkerna Corcovado och Piedras Blancas
- Amistad Pacífico naturvårdsområde (ACLAP)
med nationalparkerna Chirripó och Tapantí
- Amistad Caribe naturvårdsområde (ACLA-C)
med exempelvis nationalparkerna Barbilla och Cahuita
- Isla del Coco naturvårdsormåde (ACMIC)
som ansvarar endast över nationalparken Isla del Coco